# Однажды в Голливуде (фильм, 2019)
«Однажды в... Голливуде» (англ. Once Upon a Time in... Hollywood) — комедийно-драматический фильм 2019 года сценариста и режиссёра Квентина Тарантино.
Спродюсированная Columbia Pictures совместно с Bona Film Group, Heyday Films и Visiona Romantica картина является совместным производством США, Китая и Великобритании. Дистрибьютором фильма выступила компания Sony Pictures Releasing.
Действие фильма происходит в 1969 году в Лос-Анджелесе, где бывшая звезда ТВ-вестернов Рик Далтон (Леонардо Ди Каприо) и его дублер Клифф Бут (Брэд Питт) пытаются найти своё место в стремительно меняющемся мире киноиндустрии. В картине представлен звёздный актёрский состав, а также несколько сюжетных линий, отдающих дань последним моментам золотого века Голливуда. Сюжет переплетается с реальной историей секты Чарльза Мэнсона и убийства Шерон Тэйт, но сознательно отходит от реальных событий и показывает их вымышленную, альтернативную версию. Режиссёр отметил, что посвящает фильм эпохе и считает главным героем картины сам Голливуд.
В ролях — ансамбль актёров, во главе которого Леонардо Ди Каприо, Брэд Питт и Марго Робби. В фильме также снимались Курт Рассел, Майкл Мэдсен, Эмиль Хирш, Маргарет Куэлли, Тимоти Олифант, Остин Батлер, Дакота Фэннинг, Брюс Дерн и Аль Пачино. Последний фильм с участием Люка Перри, который не дожил до премьеры всего пять месяцев.
The Hollywood Reporter назвал фильм «любовным письмом Тарантино Голливуду 60-х» и похвалил его подбор актёров.
Анонсированный в июле 2017 года «Однажды в Голливуде» стал первым фильмом Тарантино, который не был спродюсирован Харви Вайнштейном и его компаниями Miramax Films и The Weinstein Company, после того, как десятки актрис обвинили его в сексуальных домогательствах. Sony Pictures получила права на выпуск, выполнив несколько требований Тарантино, включая финальный монтаж картины.
Премьера картины состоялась 21 мая 2019 года на Каннском фестивале, где после завершения показа зрители устроили фильму шестиминутную овацию; в тот же день компания Sony Pictures Entertainment представила официальный трейлер к фильму.
Фильм вышел в мировой прокат 26 июля 2019 года; в России — 8 августа 2019, картина стала лидером российского проката, собрав за первые выходные 516,9 млн рублей.
В июне 2021 года был опубликован роман Тарантино «Однажды в… Голливуде», представляющий собой расширенную новеллизацию фильма.

## Сюжет
В феврале 1969 года голливудский актёр Рик Далтон (Леонардо ДиКаприо), бывшая звезда сериала-вестерна 1950-х годов «Закон охоты», после беседы с продюсером Марвином Шварцем (Аль Пачино) жалуется своему лучшему другу и бывшему дублёру Клиффу Буту (Брэд Питт), что его карьера закончена и теперь ему остаётся сниматься в телевизионных сериалах. Бут — ветеран войны, который живёт в трейлере со своим питбулем Бренди, — возит лишённого водительских прав Далтона по городу и выполняет его мелкие поручения, надеясь получить работу на съёмочной площадке.
Между тем актриса Шэрон Тейт (Марго Робби) и её муж, режиссёр Роман Полански (Рафаль Заверуха), переезжает в дом по соседству с Далтоном. Рик мечтает подружиться с парой, чтобы восстановить свой статус. Позже той же ночью Тейт и Полански присоединяются к Джею Себрингу (Эмиль Хирш) на вечеринке знаменитостей в особняке Playboy.
В доме Рика Клифф во время починки антенны вспоминает о спарринге, который он провёл на съёмках сериала «Зелёный шершень» с Брюсом Ли (Майк Мо), в ходе которого пострадала машина Дженет (Зои Белл), жены Рэнди (Курт Рассел), знакомого Далтона со съёмочной площадки. Из-за этого инцидента, вдобавок к неприязни Дженет к Буту из-за того, что он якобы убил свою жену (Ребекка Гейхарт), Рэнди отказался брать Бута на работу и выгнал того с площадки. В то же самое время у дома Полански и Тейт останавливается Чарльз Мэнсон (Дэймон Херриман), ища продюсера Терри Мелчера, который раньше жил в их доме, но Себринг спроваживает его. Позже на машине Далтона Бут забирает молодую автостопщицу по прозвищу Киска (Маргарет Куэлли) и отвозит её на ранчо Спан, где Бут когда-то снимался в «Законе охоты». Киска показывает Буту ранчо и знакомит с некоторыми жителями, но тот видит большое количество девушек-хиппи, находящихся на территории ранчо, и подозревает, что они заняли территорию без разрешения владельца, Джорджа Спана (Брюс Дерн). Бут настойчиво хочет зайти в главный дом и увидеться со Спаном, несмотря на упорные возражения неформального лидера общины по прозвищу Пискля (Дакота Фаннинг). Войдя внутрь, Бут находит слепого Спана, который уверяет, что хиппи заботятся о нём. Вернувшись к машине, Бут обнаруживает, что Клем Гроган (Джеймс Хеберт) порезал переднюю шину, после чего он жестоко избивает Грогана и заставляет его менять испорченное колесо. Одна из девочек Мэнсона, Сандэнс (Кэссиди Хайс), скачет на лошади за Тексом Уотсоном (Остин Батлер), но к тому времени, когда Уотсон приезжает верхом, Бут уже уезжает.
Шэрон Тейт идёт на прогулку и решает остановиться в кинотеатре, чтобы посмотреть себя в «Команде разрушителей». Далтон получает роль злодея в новом сериале «Лансер», на съёмочной площадке он завязывает разговор с восьмилетней актрисой Труди (Джулия Баттерз), в конце концов не сдерживая своих эмоций. Во время одной из своих сцен Далтон не справляется со своим диалогом из-за алкоголизма. После эмоционального срыва в своём трейлере Далтон возвращается на съёмочную площадку и выдаёт мощное представление, которое впечатляет режиссёра Сэма Уонамейкера (Николас Хэммонд) и Труди, укрепляя уверенность Далтона. После просмотра гостевого выступления Далтона в эпизоде The F.B.I. Марвин Шварц предлагает Далтону возможность сняться в спагетти-вестерне в Италии. Далтон, который считает спагетти-вестерны дном киноиндустрии, неохотно соглашается, приводя Бута с собой на шестимесячный срок. Далтон снимается в четырёх фильмах, в том числе в ленте «Небраска Джим» у Серджо Корбуччи, и женится на Франческе Капуччи (Лоренца Иззо).
Далтон сообщает Буту, что из-за нехватки денег больше не может позволить себе его услуги, и они соглашаются пойти разными путями. Вернувшись в Лос-Анджелес, они выходят выпить и затем возвращаются в дом Далтона, где Бут закуривает сигарету с «кислотой» и выходит с Бренди на прогулку. Тем временем Текс Уотсон, Сьюзен Аткинс (Майки Мэдисон), Линда Кассабиан (Майя Хоук) и Патрисия Кренуинкель (Мэдисен Бити) с шумом паркуются у дома Далтона на Форд Гэлакси 1959 года, готовясь убить всех в доме Тейт. Далтон слышит машину, выходит и гневно приказывает им уезжать с частной дороги у его дома. Они уезжают, но чуть позже Кренуинкель подговаривает остальных вместо обитателей дома Тейт убить Далтона, потому что Далтон — один из актёров, которые во всех фильмах изображают убийц.
В последний момент Касабиан угоняет машину группы и уезжает прочь, а оставшиеся трое продолжают план Аткинс. Они врываются в дом Рика, берут в заложники его жену и сталкиваются с одурманенным «кислотной» сигаретой Бутом, который сперва воспринимает их как галлюцинации, а чуть позже вспоминает их встречу на ранчо Спан. Бут приказывает Бренди напасть на вооружённого револьвером Текса, а сам вступает в потасовку с Аткинс; Франческа вырубает Кренуинкел, однако та поднимается и нападает на Бута. Увидев нож, торчавший из его бедра, Бут размозжил ей голову. Полуживая Аткинс добирается до пистолета Текса, которому Бут ранее также размозжил ногой голову, выходит наружу и падает в бассейн, где Далтон всё это время плавал на матрасе и слушал музыку в наушниках, не подозревая о том, что происходит внутри. Шокированный Далтон достаёт огнемёт, который сохранил после съёмок фильма про нацистов «14 Кулаков Маккласки», и сжигает Аткинс.
Спустя некоторое время полиция допрашивает пострадавших Далтона, его жену и Бута, после чего последнего увозят в госпиталь с ранением бедра. Привлечённый шумом Себринг подходит к воротам и начинает разговор с Далтоном о произошедшем, а Тейт по внутренней связи приглашает Далтона в свой дом выпить с её гостями, Себрингом, Эбигейл Фольгер (Саманта Робинсон) и Войцехом Фриковски (Коста Ронин).

## В ролях
| Актёр               | Роль                                       |
| ------------------- | ------------------------------------------ |
| Леонардо Ди Каприо  | Рик Далтон                                 |
| Брэд Питт           | Клифф Бут                                  |
| Марго Робби         | Шэрон Тейт                                 |
| Эмиль Хирш          | Джей Себринг                               |
| Маргарет Куолли     | Киска                                      |
| Тимоти Олифант      | Джеймс Стейси                              |
| Джулия Баттерз      | актриса Труди Фрейзер                      |
| Остин Батлер        | Чарльз «Текс» Уотсон                       |
| Дакота Фэннинг      | Линетт «Пискля» Фромм «Рыжая»              |
| Брюс Дерн           | Джордж Спан                                |
| Майк Мо             | Брюс Ли                                    |
| Люк Перри           | Уэйн Мондер                                |
| Дэмиэн Льюис        | Стив Маккуин                               |
| Аль Пачино          | Марвин Шварц                               |
| Николас Хэммонд     | Сэм Уонамейкер                             |
| Рафал Заверуха      | Роман Полански                             |
| Дэймон Херриман     | Чарльз Мэнсон                              |
| Курт Рассел         | Рэнди Миллер                               |
| Зои Белл            | Дженет Миллер                              |
| Лоренца Иззо        | Франческа Каппучи жена Рика                |
| Саманта Робинсон    | Эбигейл Фолгер наследница кофейной империи |
| Коста Ронин         | писатель Войцех Фриковски                  |
| Скут Макнейри       | Бизнесмен Боб Гилберт                      |
| Клифтон Коллинз мл. | Эрнесто «Мексиканец» Вакеро                |
| Ребекка Гейхарт     | Билли, жена Клиффа Бутта                   |
| Лина Данэм          | Кэтрин Шэйр                                |

| Актёр                | Роль                     |
| -------------------- | ------------------------ |
| Майя Хоук            | Линда Касабиан           |
| Мэдисен Бити         | Патрисия Кренуинкел      |
| Майки Мэдисон        | Сьюзан Аткинс            |
| Виктория Педретти    | Лесли Ван Хаутен         |
| Сидни Суини          | «Змейка»                 |
| Румер Уиллис         | Джоанна Петтет           |
| Спенсер Гаррет       | Аллен Кинкейд            |
| Мартин Коув          | Шериф                    |
| Майкл Мэдсен         | Шериф Хакетт             |
| Дрима Уокер          | Конни Стивенс            |
| Ребекка Риттенхаус   | Мишель Филлипс           |
| Кит Джефферсон       | сухопутный пират Кит     |
| Эдди Перес           | сухопутный пират Эдди    |
| Морис Комт           | сухопутный пират Мао     |
| Лю Темпл             | сухопутный пират Лю      |
| Винсент Лареска      | сухопутный пират Винсент |
| Даниэлла Пик         | Дафна Бен-Кобо           |
| Джеймс Лэндри Хеберт | Стив Гроган              |
| Дяни Дель Кастильо   | Галька                   |
| Паркер Лав Боулинг   | Головастик               |
| Канзас Боулинг       | Сандра Гуд               |
| Даллас Джей Хантер   | Делайла                  |
| Рэйчел Редлиф        | Касс Эллиотт             |
| Дэниел Каллистер     |                          |

Брэд Питт и Леонардо Ди Каприо на съёмках фильма

Тим Рот, Джеймс Марсден, Джеймс Ремар и Дэнни Стронг также снялись в фильме, но их сцены были вырезаны. Тим Рот исполнял роль английского дворецкого Джея Себринга, Джеймс Марсден играл Бёрта Рейнольдса, а Дэнни Стронг — Дина Мартина, который играл вместе с Тейт в фильме «Команда разрушителей».

## Производство
Бёрт Рейнольдс изначально был выбран на роль старика Джорджа Спана (владельца ранчо), но актёр умер до начала съёмок сцен с его участием; в итоге Рейнольдса заменил Брюс Дерн. Тарантино хотел, чтобы роль Клиффа Бутта сыграл Том Круз, однако тот отказался из-за занятости в других проектах.
Основные съёмки фильма проходили в Лос-Анджелесе с 18 июня по 1 ноября 2018 года.
Ди Каприо, Питт и Робби, а также несколько постоянных актёров Тарантино, таких как Зои Белл и Курт Рассел, Майкл Мэдсен и Тим Рот присоединились к актёрскому составу в период между январём и июнем 2018 года.
Съёмки, в том числе, проходили на территории кинопроизводственного ранчо Melody Ranch, где также снимался и «Джанго освобождённый».

## Противоречия
Образ Брюса Ли вызвал критику со стороны его семьи, последователей и коллег (Дэн Иносанто, Карим Абдул-Джаббар, Джо Роган), а также фанатов. В интервью The Wrap дочь актёра, Шэннон Ли, сказала следующее: «Мне было по‑настоящему некомфортно видеть, как люди смеются над моим отцом. Все его заслуги и хорошие качества создатели фильма смыли в унитаз этой сценой, в которой мой отец показан высокомерным куском постного мяса». Изначальная версия сцены драки Клиффа Бута и Брюса Ли была ещё унизительнее для последнего, однако этому воспрепятствовали Брэд Питт и члены съёмочной группы.
В качестве ответа Тарантино заявил, что Брюс Ли «был высокомерным парнем» и не уважал каскадёров, а также сослался на книгу вдовы Ли «Bruce Lee: The Man Only I Knew», в которой есть мнение, что Брюс мог бы побить Мохаммеда Али. Сам Брюс Ли комментировал эти слухи в 72-м году: «Все говорят о том, что я должен подраться с Али… Посмотрите на мою руку. Это маленькая рука китайца. Он убьёт меня».

## Прокат
Премьера фильма в Китае перенесена на неопределённый срок, однако режиссёр заявил, что не станет переделывать фильм по просьбе дочери Брюса Ли (возмутившейся «противоречивым изображением» артиста в ленте) специально для китайского проката. Госсекретарь США Майкл Помпео поддержал решение Тарантино.

## Критика
На Rotten Tomatoes фильм имеет рейтинг одобрения 85 % на основе 528 рецензий со средней оценкой 7,8/10. Критический консенсус сайта гласит: «Захватывающе безудержный, но твёрдо продуманный, „Однажды в Голливуде“ уравновешивает провокационные импульсы Тарантино ясностью видения зрелого режиссёра». Агрегатор рецензий Metacritic, который использует среднее взвешенное значение, присвоил фильму 83 балла из 100, основываясь на 62 рецензиях, что указывает на «всеобщее признание». Кинокритик Питер Брэдшоу поставил фильму максимальную положительную оценку, назвав «Однажды в Голливуде» «возмутительным, дезориентирующим развлечением».

## Продолжение
В 2025 году стало известно о том, что режиссёр Дэвид Финчер снимет продолжение «Однажды в Голливуде» с Брэдом Питтом в главной роли. Продолжение называется The Adventures of Cliff Booth и рассказывает о Клиффе Буте, который из каскадёра становится решалой голливудской студии.

### Комментарии
1. ↑  На промоматериалах встречаются варианты «Однажды в… Голливуде» и «Однажды… в Голливуде».